# خوزه ماریا مونکادا
خوزه ماریا مونکادا تاپیا (به اسپانیایی: José María Moncada Tapia) (زاده ۸ دسامبر ۱۸۷۰ – درگذشته ۲۳ فوریه ۱۹۴۵) یک سیاستمدار اهل نیکاراگوئه بود. وی از ۱ ژانویه ۱۹۲۹ تا ۱ ژانویه ۱۹۳۳ رئیس‌جمهور این کشور بود.